# مکسوتوف (دهانه)

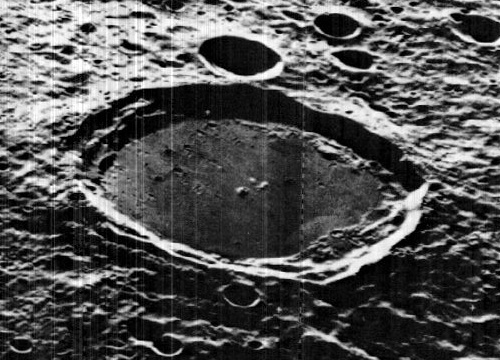
ماکسوتوف (دهانه)، روی ماه

مکسوتوف یک دهانه برخوردی در ماه‌ است.

## دهانه‌های اقماری
این دهانه ۱ دهانه اقماری دارد.
| Maksutov | عرض جغرافیایی | طول جغرافیایی | قطر          |
| -------- | ------------- | ------------- | ------------ |
| U        | ۴۰.۱° S       | ۱۷۰.۹° W      | ۲۱.۰ کیلومتر |